# Intranet sécurisé interministériel pour la synergie gouvernementale
Pour les articles homonymes, voir Isis (homonymie).
L'Intranet sécurisé interministériel pour la synergie gouvernementale (ISIS) est un système intranet d’information sécurisé de l'État français qui a pour objectif l'échange et le partage de documents classifiés au titre du Secret entre acteurs gouvernementaux mis en place par France Telecom à partir de novembre 2006. Le réseau a été inauguré le 27 novembre 2007.
Utilisé quotidiennement pour le traitement d'informations classifiées, il sert aussi à la conduite d'actions en cas de crise ou situation d'urgence. Il remplace le traditionnel système de transport des plis "confidentiels défense" et "secret défense" entre administrations par gendarme à moto.
Le coût d'ISIS est de 12 millions d'euros (à novembre 2007).
À la différence du système Rimbaud (Réseau interministériel de base uniformément durci) qui permet d'échanger des informations sécurisées par téléphone, il s'agit d'un système permettant des échanges par messagerie électronique sécurisée.